# Alexander Vindman
Alexander Semyon Vindman (né le 6 juin 1975 à Kiev) est un lieutenant-colonel de l'armée des États-Unis.
Officier d'infanterie, Vindman participe à la guerre d'Irak en 2004, avant de devenir officier du renseignement spécialiste de l'Eurasie en 2008.
Lorsqu'il est directeur des affaires européennes pour le Conseil de sécurité nationale (NSC), il témoigne en octobre 2019 devant le Congrès américain sur l'affaire Trump-Biden, ce qui lui coûte son poste en février 2020, juste après l'acquittement du président Donald Trump par le Sénat américain dans sa procédure de destitution.